# Shady Cove
Shady Cove – miasto w Stanach Zjednoczonych, w stanie Oregon, w hrabstwie Jackson.